# 叙多尔弗利斯
叙多尔弗利斯（德語：Sydower Fließ，德語發音：[ˈzyːdoːɐ̯ ˈfliːs]）是德国勃兰登堡州的一个市镇，隶属于巴尔尼姆县。总面积为32.39平方千米，截至2020年总人口为973人。